# Sarkantyúfű
A sarkantyúfű (Delphinium) a boglárkavirágúak (Ranunculales) rendjébe és a boglárkafélék (Ranunculaceae) családjába tartozó nemzetség. Közeli rokonságban áll a szarkaláb (Consolida) nemzetséggel, amelynek fajait korábban ide sorolták, ezért a nemzetség több Közép-Európában honos faja szarkaláb néven is ismert.
Sokféle néven ismert, és ezért sok más növénnyel keverik. Így például hívják sarkvirágnak (Platanthera), ami a kosborfélék nemzetsége, sarkantyúvirágnak (Centranthus), ami a loncfélék  nemzetsége, valamint sarkantyúkának (Tropaeolum) is, ami pedig a sarkantyúkafélék névadó nemzetsége.
Többségük évelő, lágy szárú növény. Főleg az északi féltekén, a mérsékelt égövben terjedtek el – egyrészt a szárazabb területeken (a magasabb, terebélyesedő fajok), illetve a magashegységekben (a kisebb termetűek). Száruk felálló, vékony, gyakran terebélyesen elágazik. Levelük tenyeresen osztott, fürtvirágzatuk végső virág nélküli, virágtakarójuk színes, a legtöbbször kék lepellevelekkel – ezek közül a hátsónak sarkantyúja van. Az efölött álló két mézfejtő levél sarkantyúja ebbe belenyúlik. 1–3 vagy 5 magházuk tüszővé fejlődik. Számos fajuk igen kedvelt dísznövény, mások gyógynövények.

## Fajok
- Delphinium alabamicum
- Delphinium alpestre
- Delphinium altissimum
- Delphinium andersonii
- Delphinium andesicola
- Delphinia antoninum
- Delphinium bakeri
- Delphinium barbeyi
- Delphinium basalticum
- Delphinium bicolor
- Delphinium bolosii
- Delphinium brachycentrum
- Delphinium brunonianum
- Delphinium bulleyanum
- Delphinium caeruleum
- Delphinium californicum
- Delphinium cardinale
- Delphinium carolinianum
- Delphinium cashmerianum
- Delphinium chamissonis
- Delphinium cheilanthum
- Delphinium corymbosum
- Delphinium decorum
- Delphinium delavayi
- Delphinium denudatum
- Delphinium depauperatum
- Delphinium dictyocarpum
- Delphinium distichum
- Delphinium duhmbergii
- nyúlánk sarkantyúfű (Delphinium elatum)
- Delphinium emarginatum
- Delphinium exaltatum
- Delphinium fissum
- Delphinium formosum
- Delphinium geraniifolium
- Delphinium geyeri
- Delphinium glareosum
- Delphinium glaucescens
- Delphinium glaucum
- Delphinium gracile
- Delphinium gracilentum
- Delphinium grandiflorum
- Delphinium gypsophilum
- Delphinium halteratum
- Delphinium hansenii
- Delphinium hesperium
- Delphinium hutchinsoniae
- Delphinium hybridum
- Delphinium inopinum
- Delphinium leroyi
- Delphinium leucophaeum
- Delphinium likiangense
- Delphinium linarioides
- Delphinium lineapetalum
- Delphinium luteum
- Delphinium maackianum
- Delphinium macrocentron
- Delphinium madrense
- Delphinium menziesii
- Delphinium montanum
- Delphinium multiplex
- Delphinium muscosum
- Delphinium nanum
- Delphinium nelsonii
- Delphinium newtonianum
- Delphinium novomexicanum
- Delphinium nudicaule
- Delphinium nuttallianum
- Delphinium nuttallii
- hegyesszirmú sarkantyúfű (Delphinium oxysepalum)
- Delphinium parishii
- Delphinium parryi
- Delphinium patens
- Delphinium pentagynum
- Delphinium peregrinum
- Delphinium pictum
- Delphinium polycladon
- Delphinium przewalskii
- Delphinium purpusii
- Delphinium pylzowii
- Delphinium ramosum
- Delphinium recurvatum
- Delphinium requienii
- Delphinium robustum
- Delphinium roylei
- Delphinium sapellonis
- Delphinium scaposum
- Delphinium scopulorum
- Delphinium semibarbatum
- Delphinium speciosum
- Delphinium stachydeum
- csípős sarkantyúfű (Delphinium staphisagria)
- Delphinium sutchuense
- Delphinium sutherlandii
- Delphinium tatsienense
- Delphinium treleasei
- Delphinium tricorne
- Delphinium triste
- Delphinium trolliifolium
- Delphinium uliginosum
- Delphinium umbraculorum
- Delphinium variegatum
- Delphinium verdunense
- Delphinium vestitum
- Delphinium villosum
- Delphinium virescens
- Delphinium viridescens
- Delphinium viride
- Delphinium wootonii
- Delphinium xantholeucum
- Delphinium yunnanense
- Delphinium zalil